# Uma Pantera em Minha Cama
Uma pantera em minha cama é um filme de comédia brasileiro de 1971, dirigido por Carlos Hugo Christensen. O roteiro do diretor (com diálogos de Orígenes Lessa) é baseado na peça teatral La Dama Bianca, de Aldo Benedeti e G.Zorzi. Desenhos de abertura de Juarez Machado.

## Elenco
- Rubens de Falco...Renato Lira
- Rozana Tapajós...Susana Lira
- Emiliano Queiroz...Sebastião Canadá, detetive do hotel
- Amiris Veronese...Madame X
- Thales Penna...Tito
- Francisco Dantas...Napoleão, gerente do hotel
- Jorge Gomes...Daniel
- Jotta Barroso...Hóspede
- Georgia Quental...Isabel (participação especial)
- Lúcia Mota...Lila (participação especial)
- Leila Cravo...Teresa (participação especial)
- Ana Maria Morales...Aparecida (participação especial)
- Francisco Leite
- Suzy Arruda...Dona Maricota
- Lícia Magna...Avó
- Rosa Sandrini...mulher de Napoleão
- Célio de Barros...Groom

## Sinopse
O casal de classe média do Rio de Janeiro, Renato e Susana, resolve de última hora viajar de férias para Petrópolis e se hospedam no Hotel Quitandinha. Ficam irritados quando o gerente lhes informa que o local está lotado e há apenas dois quartos de solteiro vagos, em andares diferentes. O motivo para tantos hóspedes, principalmente homens, seria "a Dama Branca", um tipo de fantasma de mulher sedutora que invade os quartos dos homens sozinhos, durante as madrugadas. Logo na primeira noite Renato é visitado e Susana, apesar de saber das infidelidades do marido, fica chateada e resolve se vingar.